# Victor Hugo Castillo Matarrita

Wappen von Victor Hugo Castillo Matarrita.

Victor Hugo Castillo Matarrita MCCJ (* 19. März 1963 in Mansión, Provinz Guanacaste) ist ein costa-ricanischer römisch-katholischer Ordensgeistlicher und Bischof von Kaga-Bandoro.

## Leben
Victor Hugo Castillo Matarrita trat der Ordensgemeinschaft der Comboni-Missionare bei, studierte in Paris Philosophie und Theologie und legte am 27. September 1991 die ewige Profess ab. Am 8. August 1992 empfing er in Costa Rica das Sakrament der Priesterweihe.
Nach der Priesterweihe war er bis 1998 in der Zentralafrikanischen Republik als Missionar und in der Pfarrseelsorge tätig. Anschließend war er drei Jahre lang Ausbilder und Ordensoberer am Postulat seines Ordens in Bangui tätig. Von 2002 bis 2007 war er Provinzialdelegierter und Präsident der Konferenz der höheren Ordensoberen in Zentralafrika. Nach der Rückkehr in sein Geburtsland war er von 2008 bis 2009 Ausbilder der Postulanten in San José und Berater der mittelamerikanischen Ordensdelegation. Von 2013 bis 2020 war er Provinzial der Comboni-Missionare in Mittelamerika. Von 2020 bis 2022 war er in Rom Verantwortlicher für die dort studierenden Priester seines Ordens. 2023 wurde er erneut zum Provinzial der Comboni-Missionare in Mittelamerika gewählt.
Papst Franziskus ernannte ihn am 5. September 2024 zum Bischof von Kaga-Bandoro in der Zentralafrikanischen Republik. Der Erzbischof von Bangui, Dieudonné Kardinal Nzapalainga CSSp, spendete ihm am 17. November desselben Jahres in der Kathedrale von Kaga-Bandoro die Bischofsweihe. Mitkonsekratoren waren der Bischof von Bossangoa, Nestor-Désiré Nongo-Aziagbia SMA, und der Bischof von Bouar, Mirosław Gucwa.